# Essen (Noordrijn-Westfalen)
Essen is een kreisfreie Stadt, gelegen in het Ruhrgebied in de Duitse deelstaat Noordrijn-Westfalen. Met 582.415 inwoners (31 december 2020), en met een oppervlakte van 210,34 km², is Essen een van de grootste steden van Noordrijn-Westfalen. Qua inwoneraantal is het de grootste stad na respectievelijk Keulen, Düsseldorf en Dortmund. Op 31 december 2020 had 19,23% van de inwoners een niet-Duits staatsburgerschap (111.995 niet-Duitsers) en hadden 1.410 inwoners het Nederlandse staatsburgerschap. De metropoolregio Ruhrgebied telt meer dan 5,3 miljoen inwoners.
Essen gaat terug op het rond 850 gestichte Frauenstift Essen. De stad ligt aan de Ruhr, waarvan de Baldeneysee in het zuiden van Essen een deel is. In 2010 was Essen de Culturele hoofdstad van Europa, en vertegenwoordigde het hele Ruhrgebied. Vanwege de centrale ligging wordt Essen beschouwd als „officieuze hoofdstad van het Ruhrgebied“.
In de 14e eeuw verklaarde Keizer Karel IV Essen tot een vrije rijksstad. Essen werd een van de industriële centra van Duitsland, maar doorloopt een structurele verandering sinds de jaren 1960, naar een sterke dienstensector toe. Bezienswaardige attracties zijn de Munster van Essen met de oudste Madonnafiguur (Goldene Madonna) in het Avondlandse Europa, het UNESCO-Wereldcultuurerfgoed Zeche Zollverein als getuige van Essens industriële geschiedenis, het Folkwang museum met zijn gerenommeerde collectie, en het recreatiegebied rond om de Baldeneysee. In tegenstelling tot de beeldvorming van industrie wordt de stad gekenmerkt door vele groene gebieden. Zo werd Essen verkozen tot Groene Hoofdstad van Europa van 2017. De skyline van Essen wordt gevormd door zijn karakteristieke wolkenkrabbers.

## Geschiedenis

### Prehistorie
Het oudste artefact door neanderthalers in het huidige gebied van Essen is het Vogelheimer mes, dat tussen 280.000 en 250.000 jaar oud is. Het eerste bekende artefact door mensen (homo sapiens) is een rustplaats op de Ruhrhöhen bij Fischlaken, die naar schatting tussen de 31.000 en 38.000 jaar oud is. Er zijn enkel maar microlieten, die menselijke activiteit tussen de tijd van het Vogelheimer mes en het neolithicum getuigen. In het neolithicum, ca. 3000 v.Chr., werd dan de Steenkist van Kupferdreh, het oudste bekende gebouw van Essen, geconstrueerd. Er volgden verschillende nederzettingen en met de begin van de christelijke tijdrekening werd de Alteburg aangelegd, die tot ca. 800 n.Chr. in gebruik was. De Herrenburg, gebouwd om 800 n.Chr., verving waarschijnlijk de Alteburg in zijn functie.

### Stichting en ontwikkeling tot de 12e eeuw
Rond 845 stichtte de Heilige Altfrid (rond 800–874), de latere bisschop van Hildesheim, het Sticht Essen (coenobium Astnide), een abdij voor vrouwen, in het centrum van het huidige Essen. Het Sticht Essen was bedoeld als woon- en onderwijsinstelling voor de dochters en weduwen van de hogere Saksische adel. Ze stonden onder leiding van een abdis, die als enige verplicht was om geloften van kuisheid af te leggen. De omgeving was dunbevolkt met slechts een paar kleine boerderijen en een oud en waarschijnlijk verlaten kasteel. Een opmerkelijke uitzondering was de Abdij van Werden, gesticht in 799 en gelegen ten zuiden van het Sticht Essen.
Rond 852 begon de bouw van de kerk van de abdij, die in 870 voltooid zou zijn. Een grote brand in 946 beschadigde zowel de kerk als de nederzetting. De kerk werd herbouwd, aanzienlijk uitgebreid, en dit herbouwde deel vormt nog steeds het fundament van de huidige kathedraal van Essen.
De eerste gedocumenteerde vermelding van Essen dateert uit 898, toen Zwentibold, koning van Lotharingen, het gebied op de westelijke oever van de Rijn aan de abdij schonk. In 971 nam Mathilde II, de kleindochter van keizer Otto I, de leiding van de abdij over. Ze regeerde meer dan 40 jaar en verrijkte de schatkamer van de abdij met waardevolle voorwerpen zoals de oudste bewaard gebleven zevenarmige kandelaber en de Gouden Madonna van Essen, het oudst bekende beeld van de Maagd Maria in het Avondlandse Europa. Daarom wordt Mathilde dan ook beschouwd als de belangrijkste van alle abdissen in de geschiedenis van Essen.
Essen werd in 1003 voor het eerst een stad genoemd en kreeg in 1041 het recht om markten te houden. Tien jaar later liet abdis Teophanu, kleindochter van Otto II, het oostelijke deel van de abdij van Essen bouwen. De crypte bevat de graven van St. Altfrid, Mathilde II en Teophanu zelf.

## Omschrijving
Zoals meer steden in het Ruhrgebied heeft de stad geen historische binnenstad. Deze is in de Tweede Wereldoorlog grotendeels verwoest. Essen ligt aan de Westfaalse hellweg. Hoewel de stad is ontstaan in 845, begon ze pas in de 19e eeuw te groeien tot een stad van enig belang. De stad kent veel fabrieken en andere industriële gebouwen die deels gesloten zijn.
De bekendste firma die in de stad gevestigd is, is de staalfirma Friedrich Krupp AG, opgericht door de industriële familie Krupp, en in 1999 met Thyssen gefuseerd tot ThyssenKrupp. Villa Hügel, het voormalige woonhuis van deze familie aan de Baldeneysee, is enorm van omvang. In en om het pand worden regelmatig tentoonstellingen gehouden.
De stad kent diverse hogere gebouwen. Het bekendste is de RWE Turm (127 meter), het hoofdkantoor van RWE AG. Daarnaast heeft Essen het hoogste stadhuis van Duitsland (106 meter).
De buitenwijken van Essen bestaan uit talrijke agglomeraties die eerder aparte dorpen vormden. In het stadsdeel Katernberg ligt de Zeche en Kokerei Zollverein. Dit voormalig industriële complex met onder meer een kolenmijn staat op de Werelderfgoedlijst van de UNESCO vanwege de unieke Bauhaus-architectuur. Onderdelen van de stad zijn o.a. Heidhausen, Bredeney, Kupferdreh, Dilldorf, Werden en Kettwig.
Essen heeft een rijk cultureel leven. Zo is er het bekende Aalto-Theater, de volledig gerenoveerde Philharmonie, het Grillo Stadttheater, en ook de gerenommeerde bioscoop de Lichtburg. In het Museum Folkwang worden regelmatig grote overzichtstentoonstellingen gehouden. In 2010 was Essen, samen met Istanbul en Pécs, Culturele hoofdstad van Europa.
Het stadsbeeld wordt bepaald door de na de oorlogsverwoestingen verrezen nieuwbouw.
Het historisch middelpunt van de stad is de romaanse kathedraal. Verder kent de stad een aantal middeleeuwse kerken.

## Indeling

Kaart met de stadsdelen en wijken van Essen

Een overzicht van de 9 Stadtbezirke van Essen met bijhorende stadsdelen.
| - Stadtbezirk I Stadtmitte/Frillendorf/Huttrop - 01 Stadtkern - 02 Ostviertel - 03 Nordviertel - 04 Westviertel - 05 Südviertel - 06 Südostviertel - 11 Huttrop - 36 Frillendorf - Stadtbezirk II Rüttenscheid/Bergerhausen/Rellinghausen/Stadtwald - 10 Rüttenscheid - 12 Rellinghausen - 13 Bergerhausen - 14 Stadtwald - Stadtbezirk III Essen-West - 07 Altendorf - 08 Frohnhausen - 09 Holsterhausen - 15 Fulerum - 28 Haarzopf - 41 Margarethenhöhe - Stadtbezirk IV Borbeck - 16 Schönebeck - 17 Bedingrade - 18 Frintrop - 19 Dellwig - 20 Gerschede - 21 Borbeck-Mitte - 22 Bochold - 23 Bergeborbeck - Stadtbezirk V Altenessen/Karnap/Vogelheim - 24 Altenessen-Nord - 25 Altenessen-Süd - 40 Karnap - 50 Vogelheim | - Stadtbezirk VI Katernberg/Schonnebeck/Stoppenberg - 37 Schonnebeck - 38 Stoppenberg - 39 Katernberg - Stadtbezirk VII Steele/Kray - 34 Steele - 35 Kray - 45 Freisenbruch - 46 Horst - 47 Leithe - Stadtbezirk VIII Essen-Ruhrhalbinsel - 31 Heisingen - 32 Kupferdreh - 33 Byfang - 43 Überruhr-Hinsel - 44 Überruhr-Holthausen - 48 Burgaltendorf - Stadtbezirk IX Werden/Kettwig/Bredeney - 26 Bredeney - 27 Schuir - 29 Werden - 30 Heidhausen - 42 Fischlaken - 49 Kettwig |

## Openbaar vervoer
- Essen Hauptbahnhof
- Stadtbahn van Essen
- Tramnet van Essen, Mülheim en Oberhausen

## Kunst en cultuur

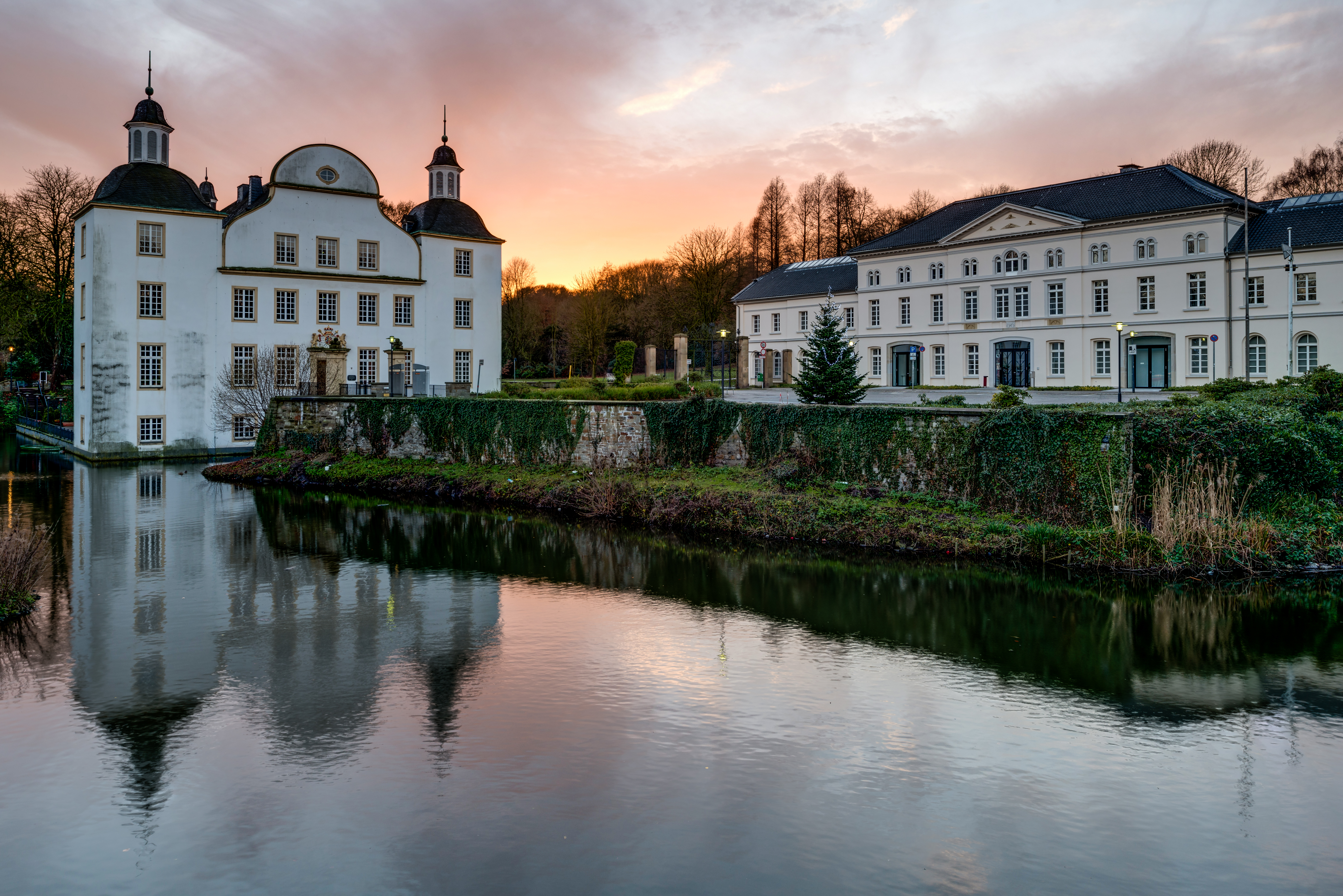
Schloss Borbeck

Zeche Zollverein

### Bezienswaardigheden
- Kasteel van Borbeck
- De kolenmijn en industriecomplex Zeche Zollverein in Essen is een werelderfgoed
- Essen-Margarethenhöhe, opgenomen in Route der Industriekultur

#### Muziek
- Aalto-Theater
- Colosseumtheater
- Philharmonie Essen

#### Musea

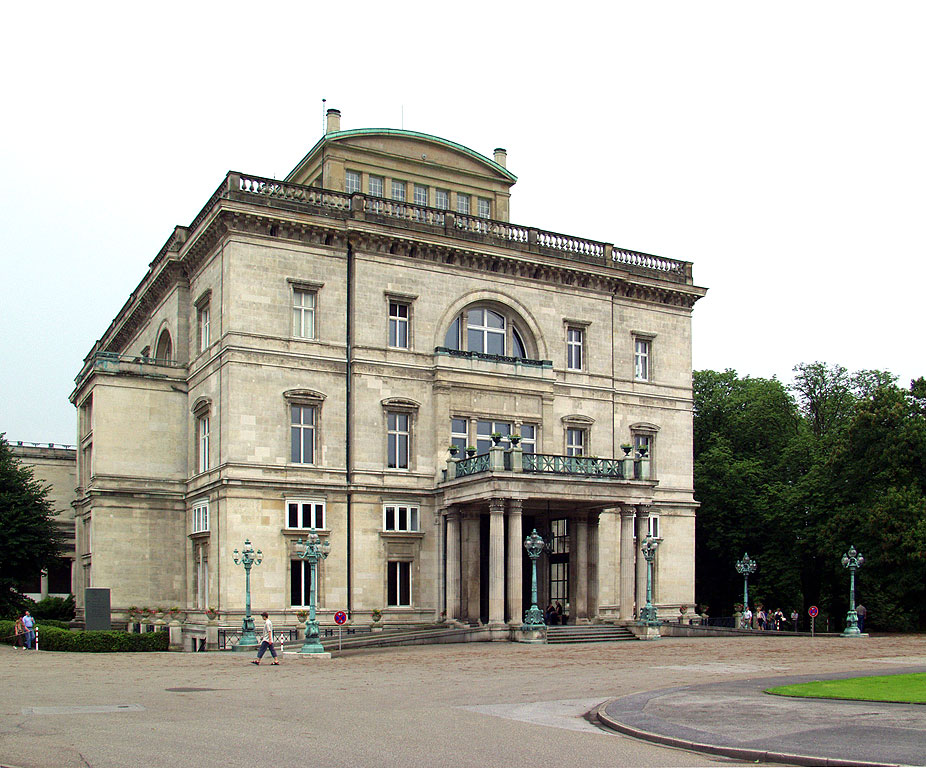
Villa Hügel

- Kunsthaus Essen
- Museum Folkwang
- Villa Hügel
- Ruhrlandmuseum
- Deutsche Plakatmuseum

#### Kunst in de openbare ruimte
- Beelden in het Grugapark Essen
- Skulpturenensemble Moltkeplatz Essen
- Skulpturenpark Zollverein

## Stedenbanden
- Grenoble (Frankrijk), sinds 1974
- Nischni Nowgorod (Rusland), sinds 1991
- Sunderland (Verenigd Koninkrijk), sinds 1949
- Tampere (Finland), sinds 1960
- Tel Aviv (Israël), sinds 1991

## Bekende inwoners van Essen

### Geboren
- Jan van Galen (1604-1653), Nederlands vlootvoogd
- Ernst Busch (1885-1945), veldmaarschalk
- Josef Terboven (1898-1945), Duits militair, tijdens de Tweede Wereldoorlog Reichskommissar van Noorwegen
- Heinz Rühmann (1902-1994), filmacteur en toneelspeler
- Joanna Wichmann (1905-1985), textielkunstenares
- Peter Anders (1908-1954), operazanger
- Helmut Salden (1910-1996), Nederlands grafisch vormgever
- Karl Albrecht (1920-2014), zakenman (oprichter supermarktketen Aldi)
- Theo Albrecht (1922-2010), zakenman (oprichter supermarktketen Aldi)
- Hans Stern (1922-2007), Braziliaans ondernemer
- Ruth Leuwerik (1924-2016), actrice
- Franz Islacker (1926-1970), voetballer
- Max Moszkowicz sr. (1926-2022), Nederlands advocaat
- Uta Ranke-Heinemann (1927-2021), theologe en publiciste
- Helmut Rahn (1929-2003), voetballer
- Karl-Heinz Feldkamp (1934), voetballer en coach
- Otto Rehhagel (1938), voetballer en coach
- Brigitte Hamann (1940-2016), Duits-Oostenrijks historica en journaliste
- Dietrich Hollinderbäumer (1942), Duits/Zweeds acteur
- Benny Quick (1943-1999), zanger
- Axel Honneth (1949), filosoof
- Peter Herborn (1955), orkestleider, jazztrombonist,-componist
- Juliane Werding (1956), zangeres
- Frank Mill (1958-2025), voetballer
- Armin Meiwes (1961), misdadiger
- Sabine Braun (1965), meerkampster
- Mille Petrozza (1967), Zanger/Gitarist
- Jens Lehmann (1969), voetballer
- Vera Siemund (1971), beeldend kunstenaar
- Christian Keller (1972), zwemmer
- Ali Bilgin (1981), Turks voetballer
- Jan-Philipp Rabente (1987), hockeyer
- Thilo Stralkowski (1987), hockeyer
- Kira Walkenhorst (1990), beachvolleybalster
- Julian Korb (1992), voetballer
- André Hoffmann (1993), voetballer
- Lukas Raeder (1993), voetballer
- Marian Sarr (1995), voetballer
- Leroy Sané (1996), voetballer
- Nicole Schott (1996), kunstschaatsster
- Maxim Leitsch (1998), voetballer

### Overleden
- Sjirk de Wal (1852-1909), Nederlands kaatser, zevenmaal winnaar van de PC
- Gustav Heinemann (1899-1976), politicus, president van Bondsrepubliek Duitsland (1969-1974)
- Anton Burger (1911-1991), kampcommandant
- Helmut Rahn (1929-2003), voetballer
- Michael Stein (1950-2021), zanger

## Galerij

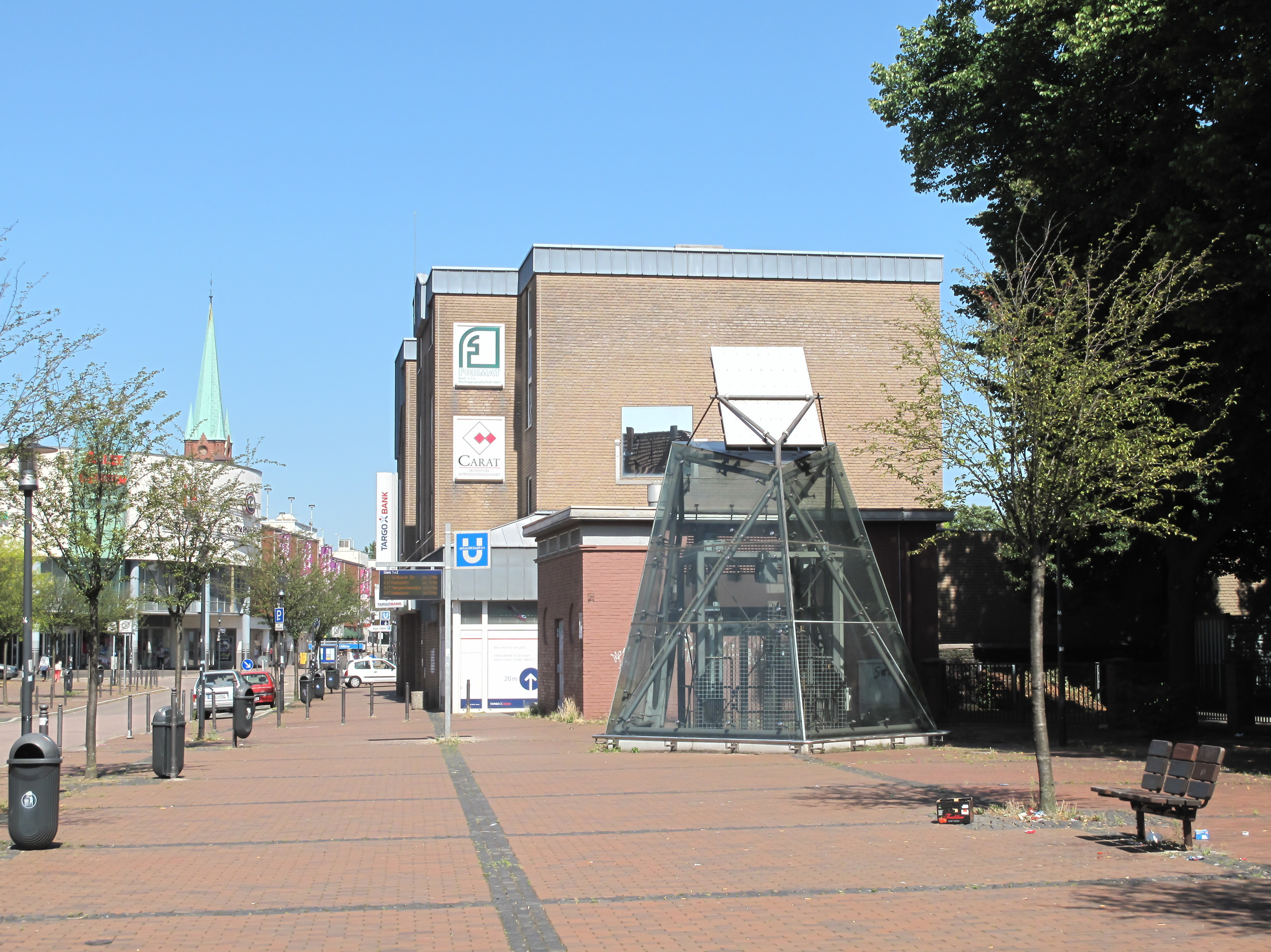
Altenessen, straatzicht met metrostation en kerktoren
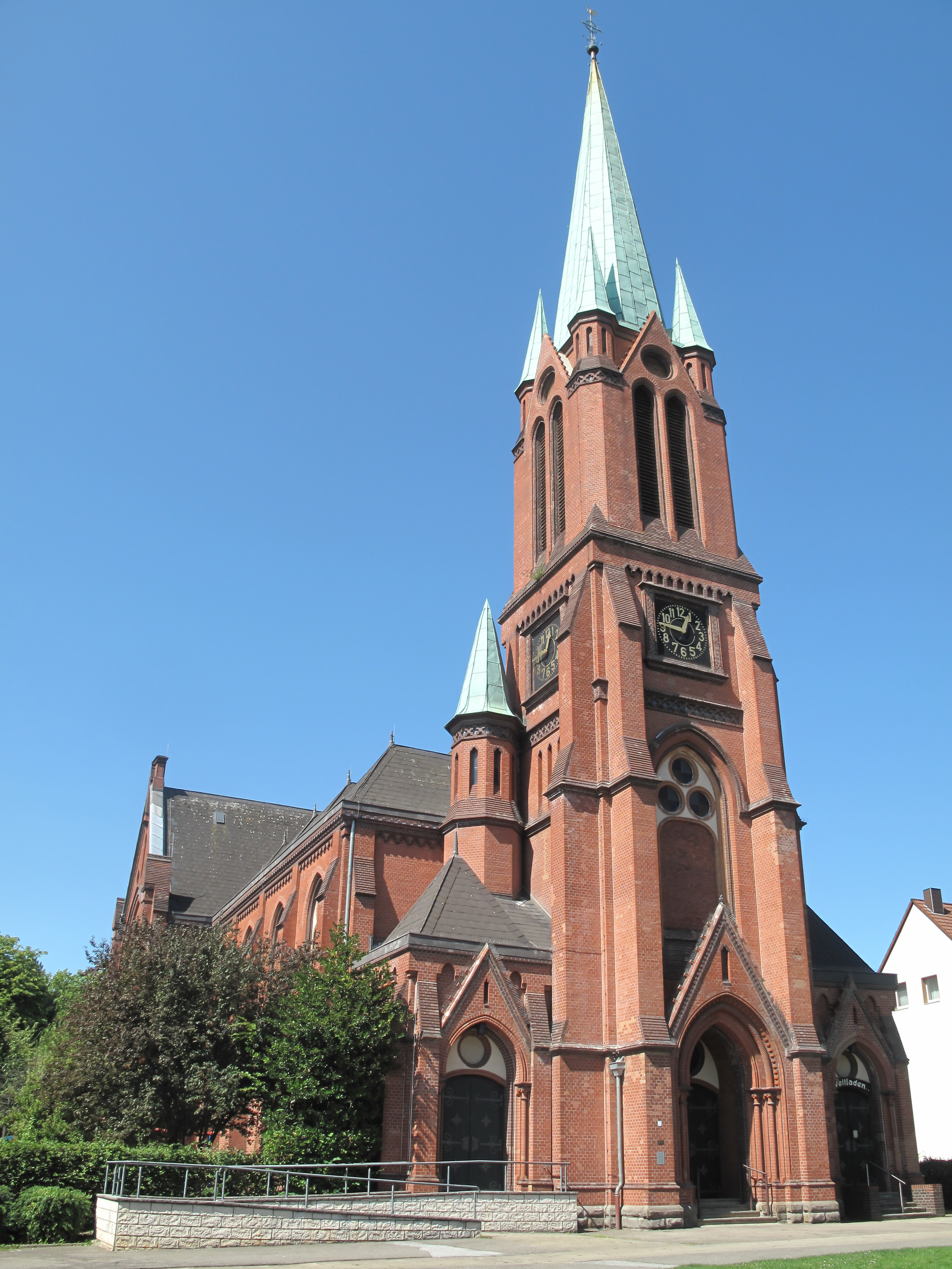
Altenessen, kerk: Weltladen Alte Kirche
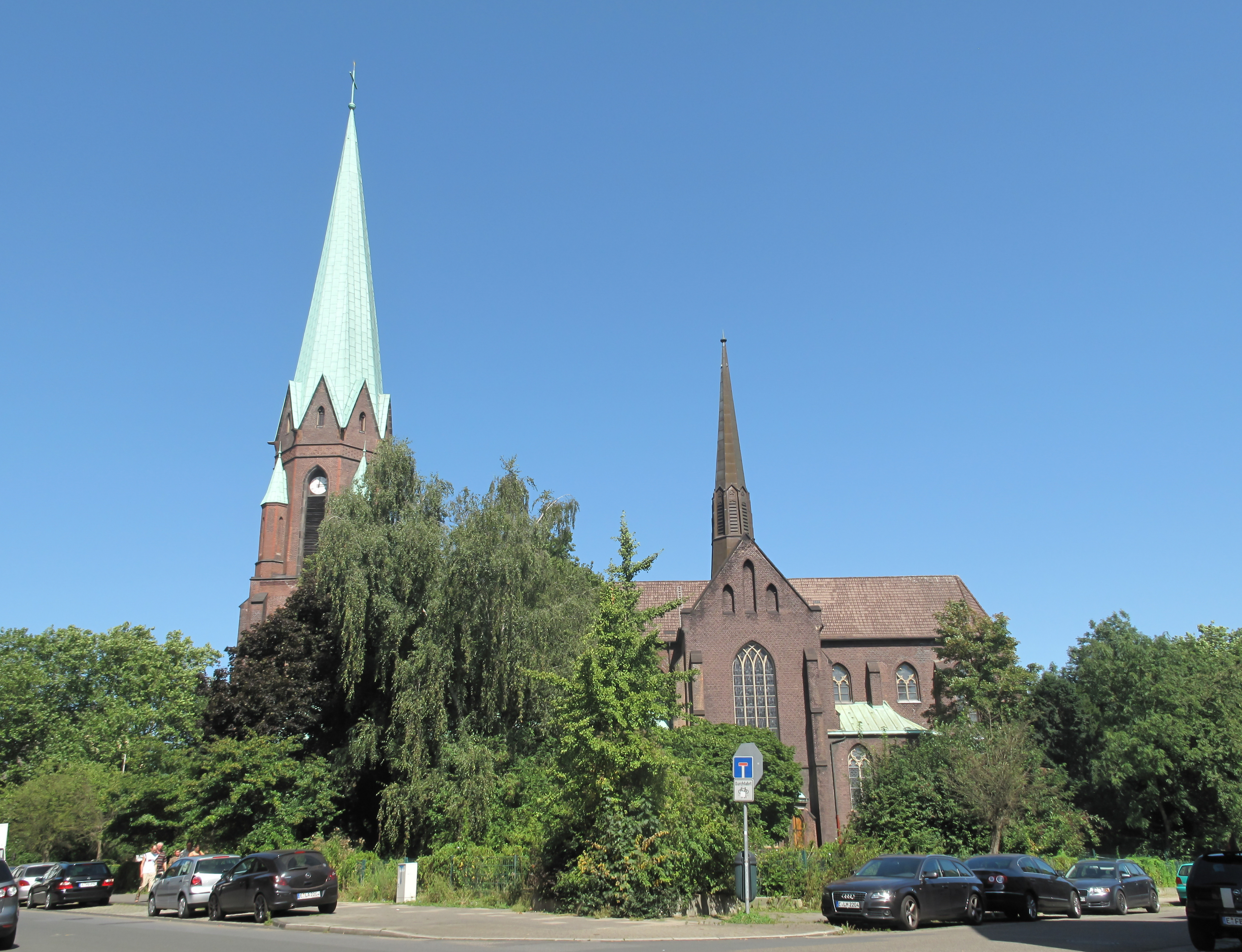
Katernberg, kerk: Sankt Josefkirche
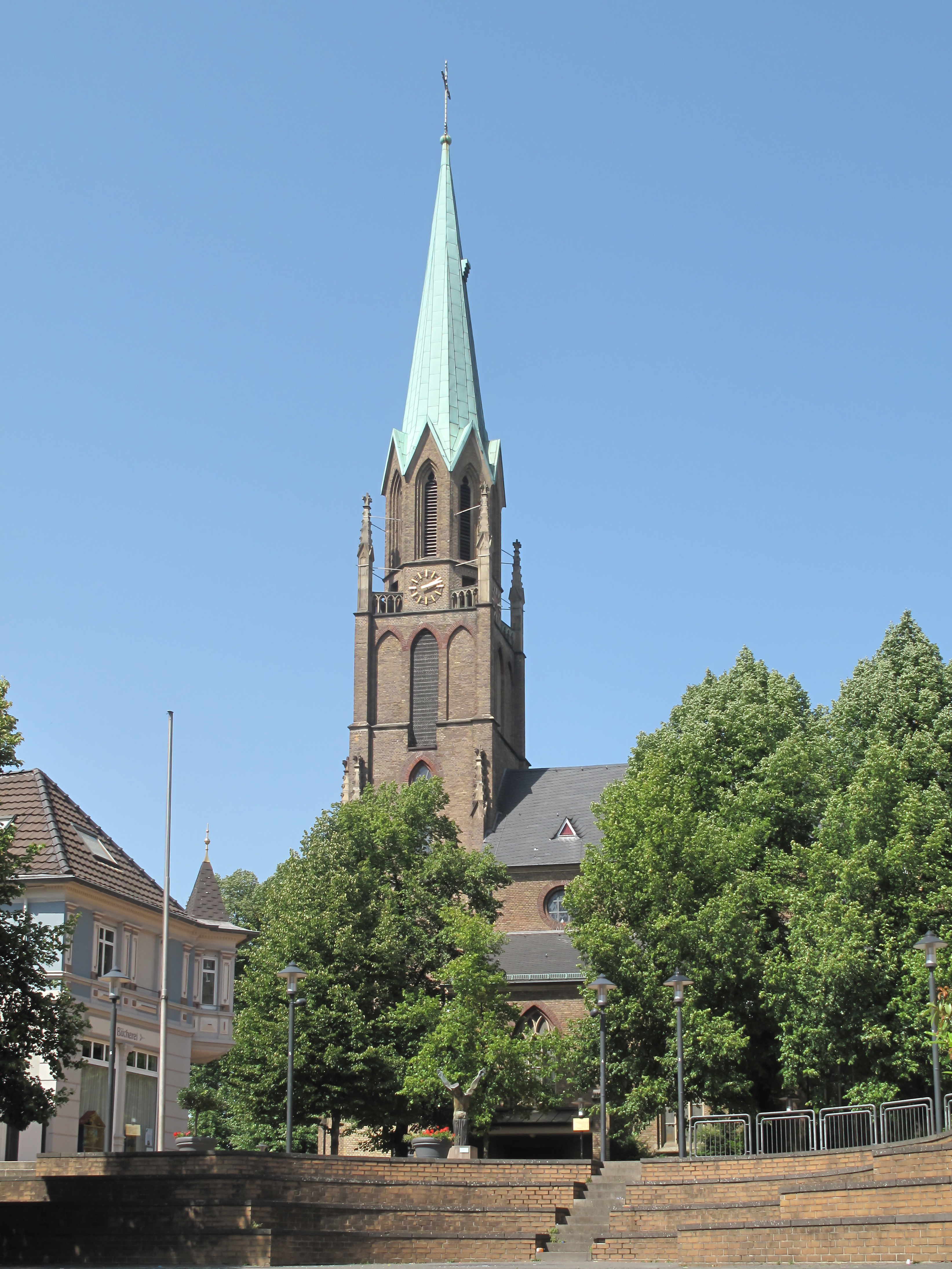
Borbeck, kerk: Sankt Dionysius Kirche
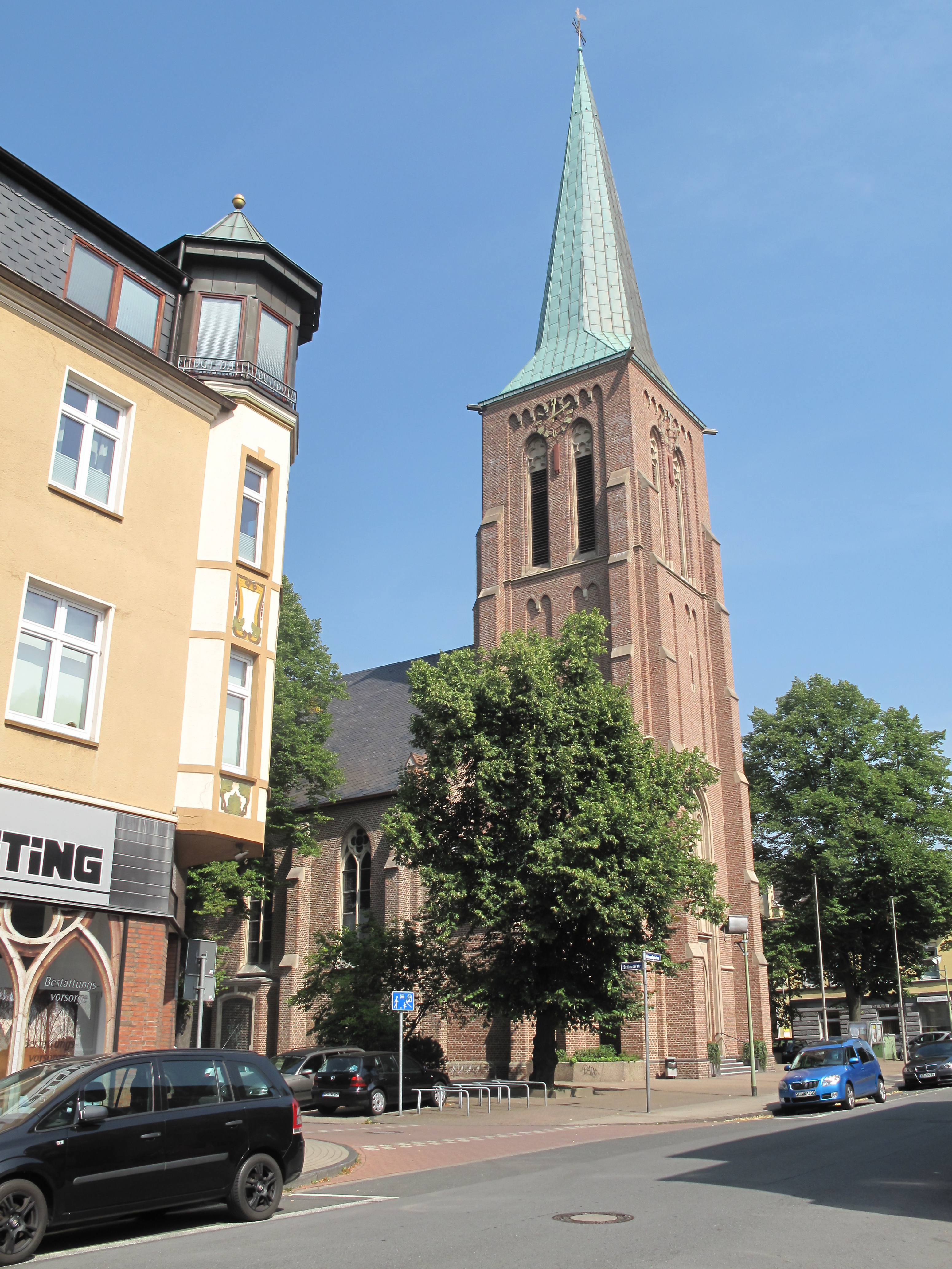
Frintrop, kerk: Sankt Josef Kirche
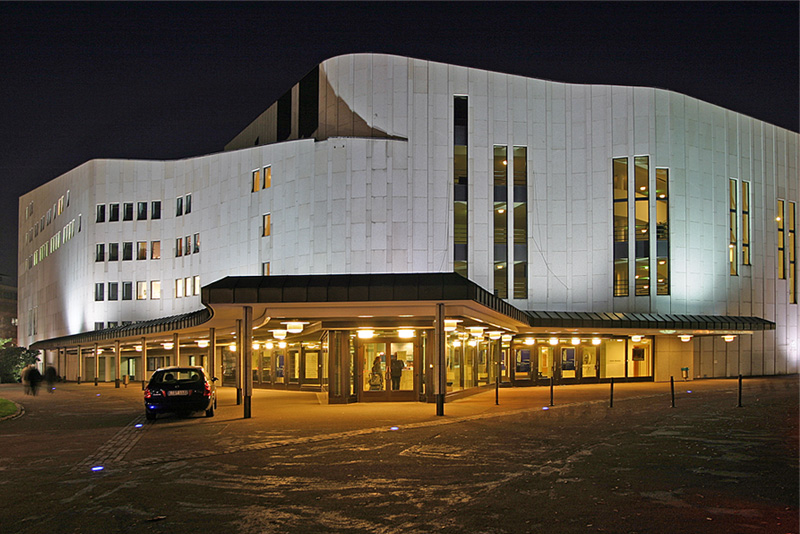
Het Aalto-Theater (operagebouw)
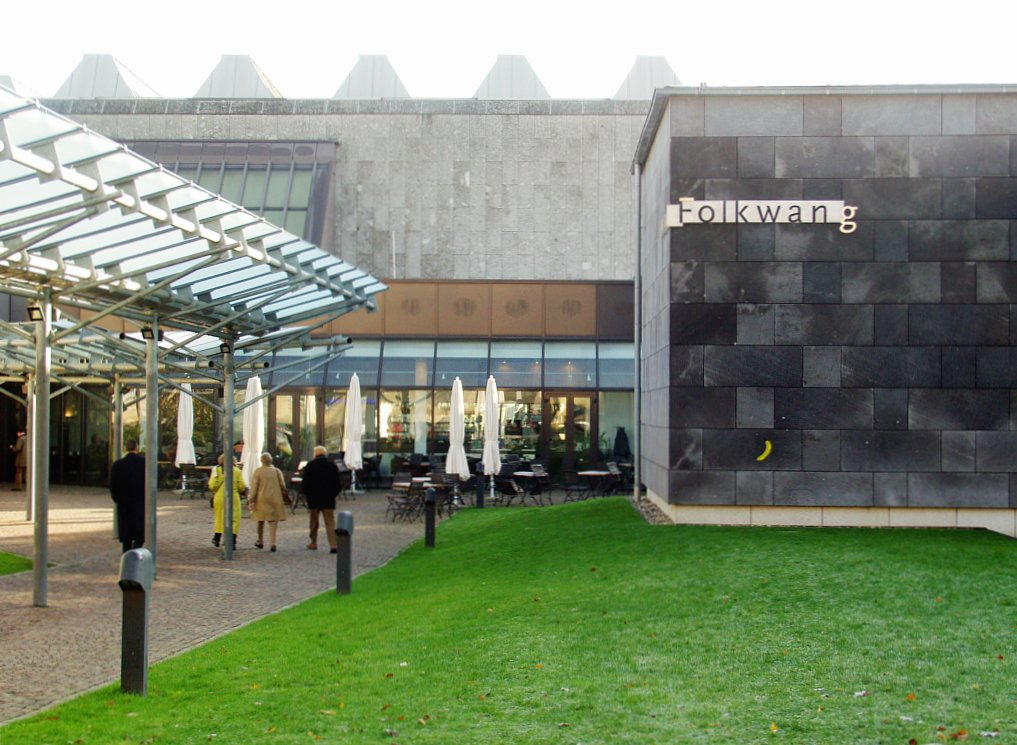
Museum Folkwang
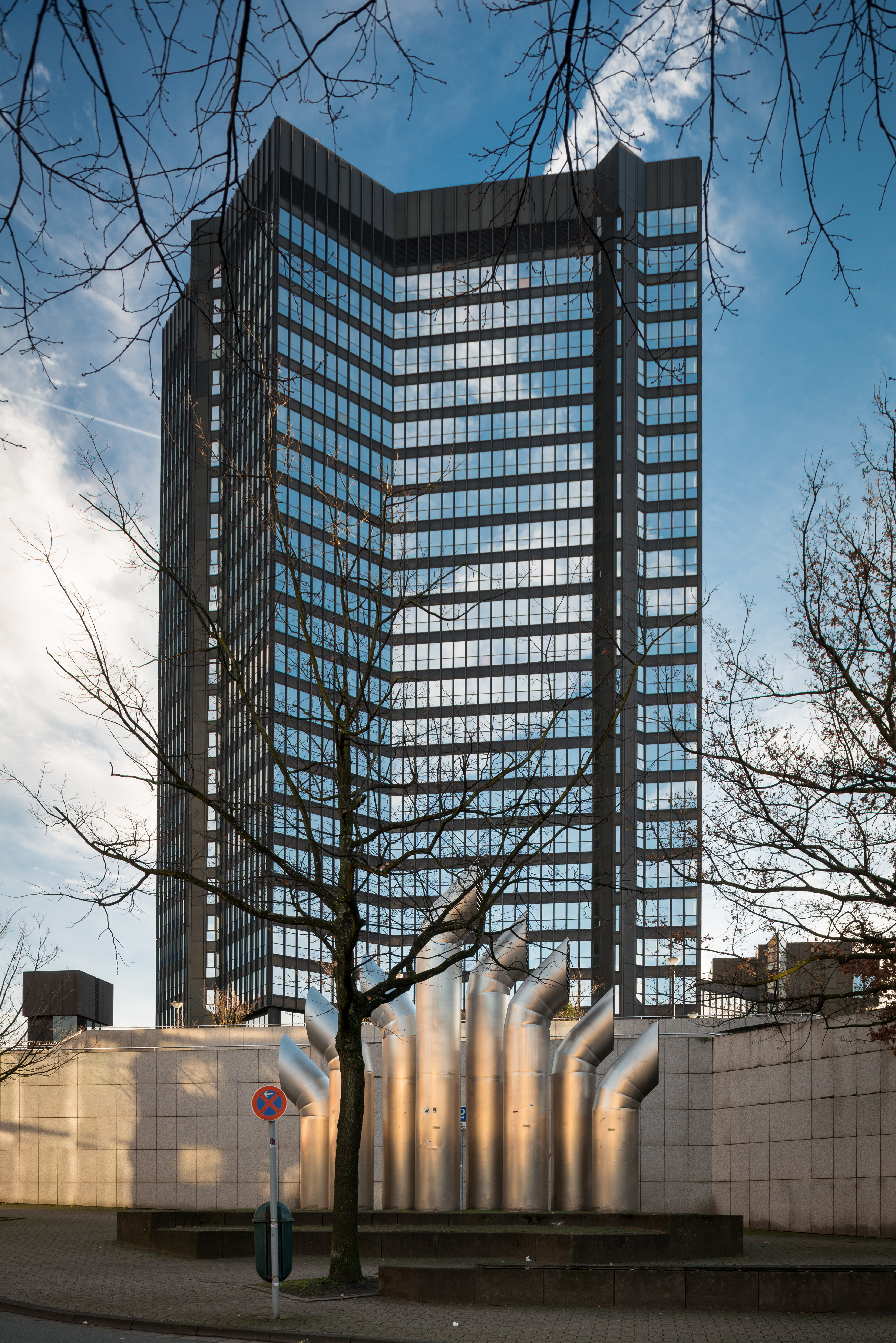
Gemeentehuis
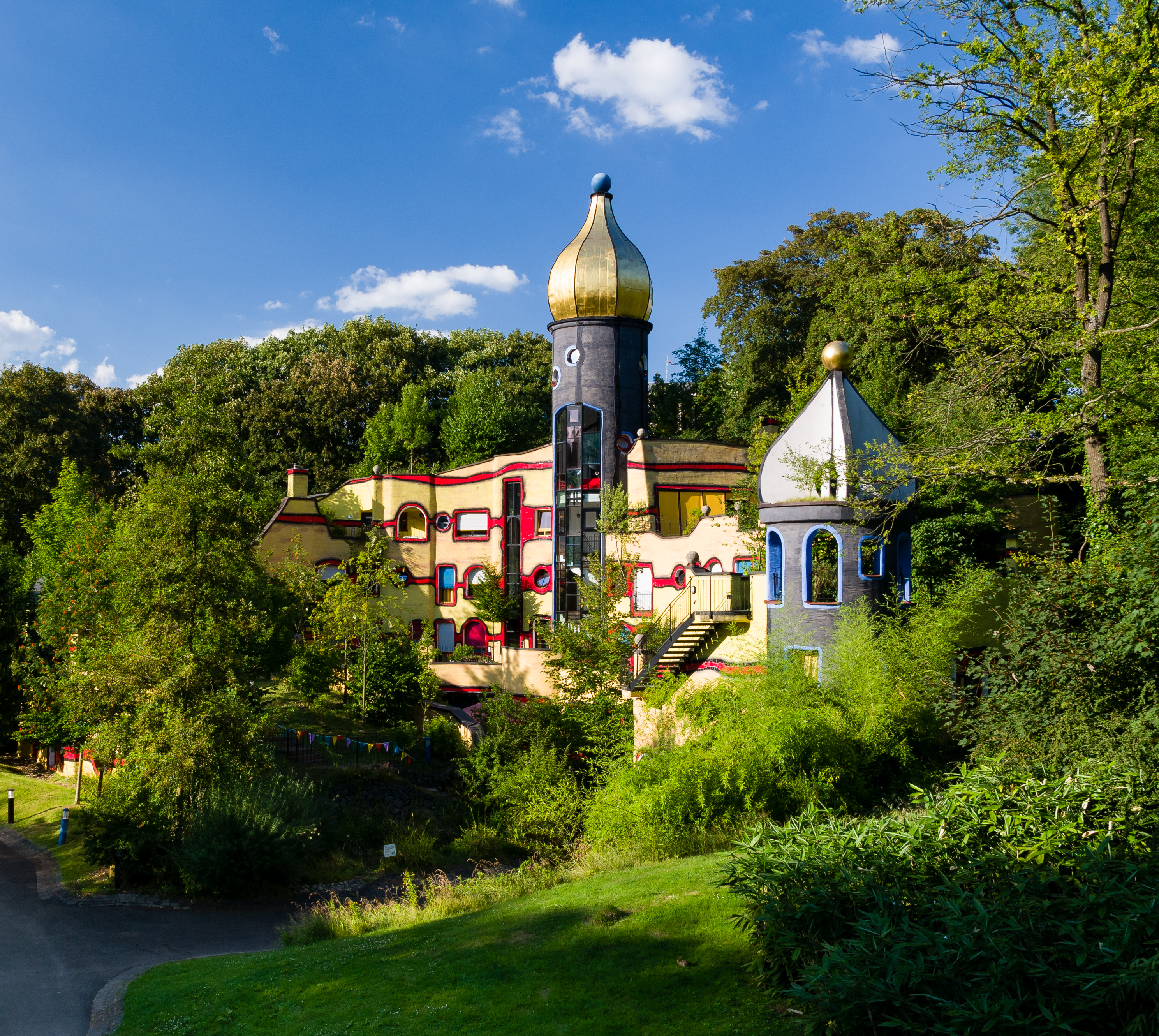
Ronald McDonald-huis, architect Friedensreich Hundertwasser
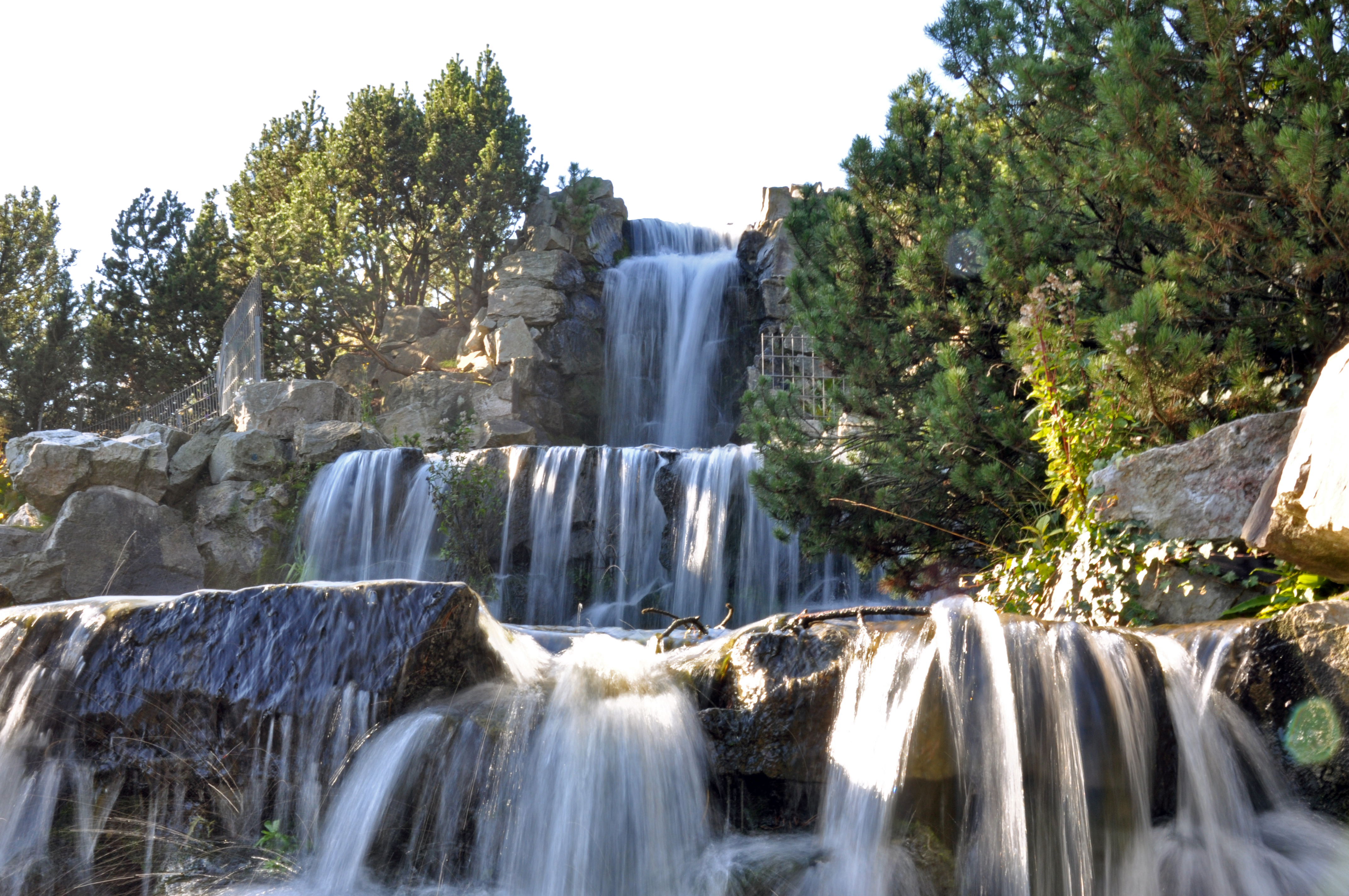
Grugapark
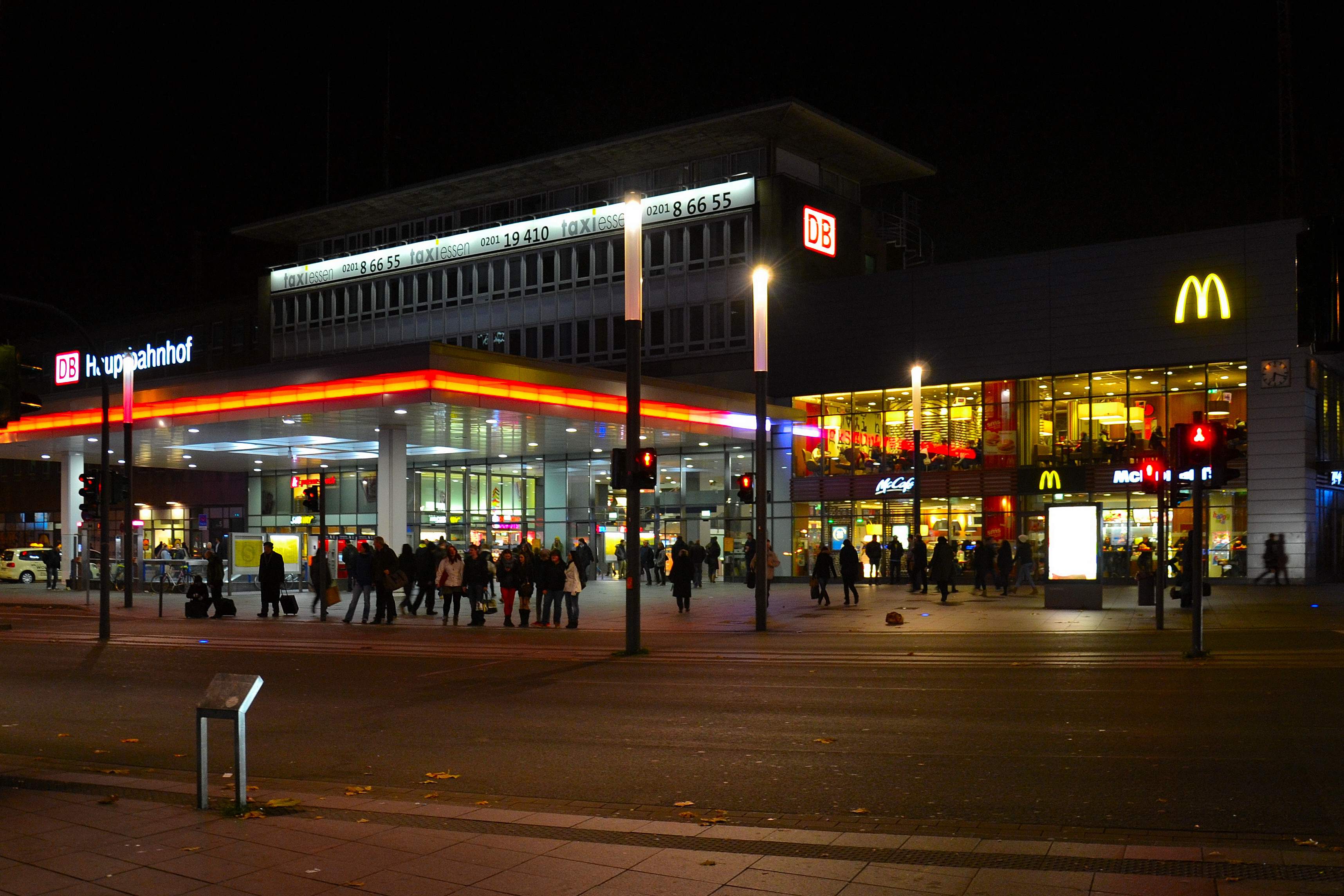
Essen Hauptbahnhof
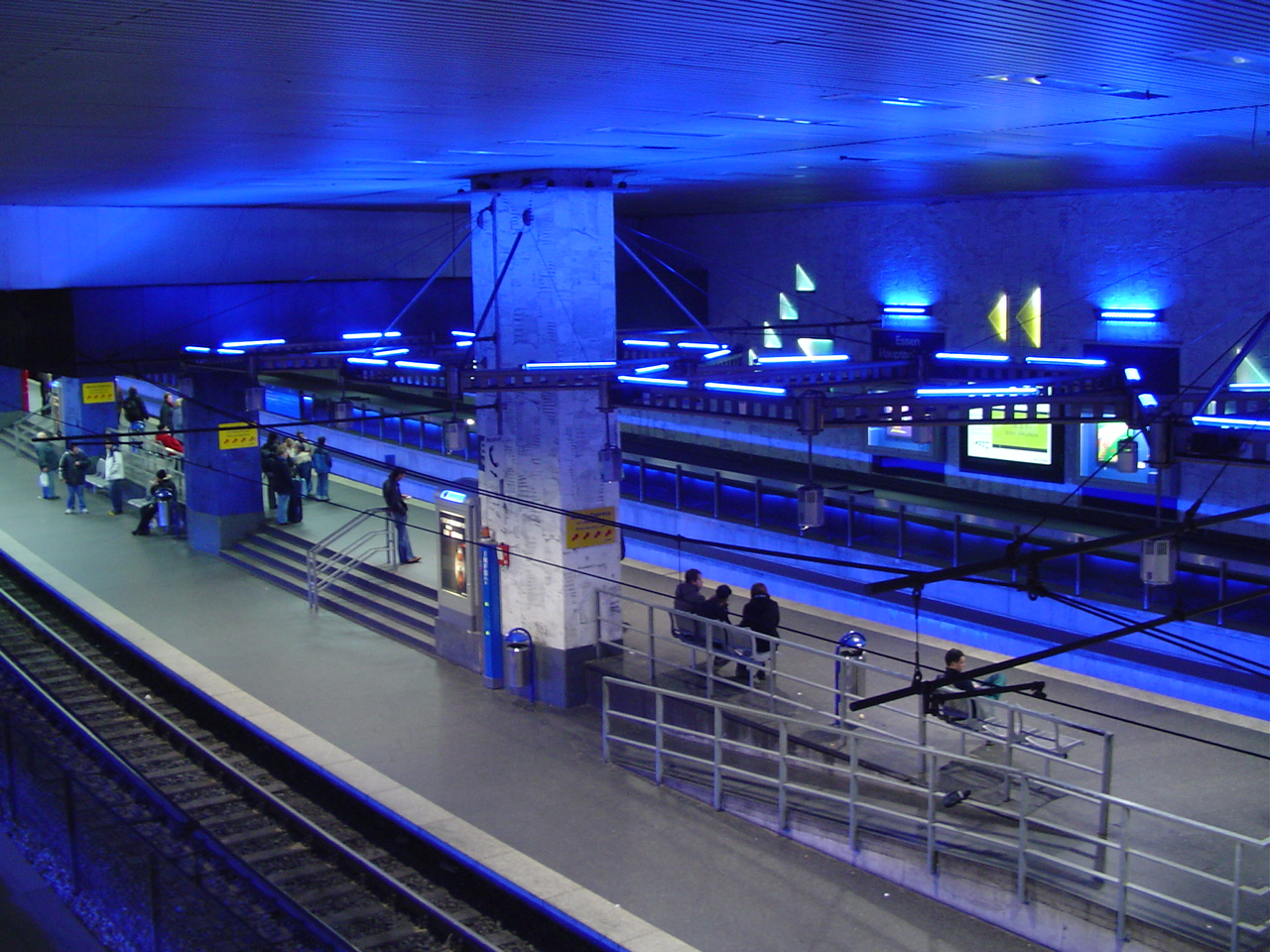
Stadtbahn Essen Hauptbahnhof
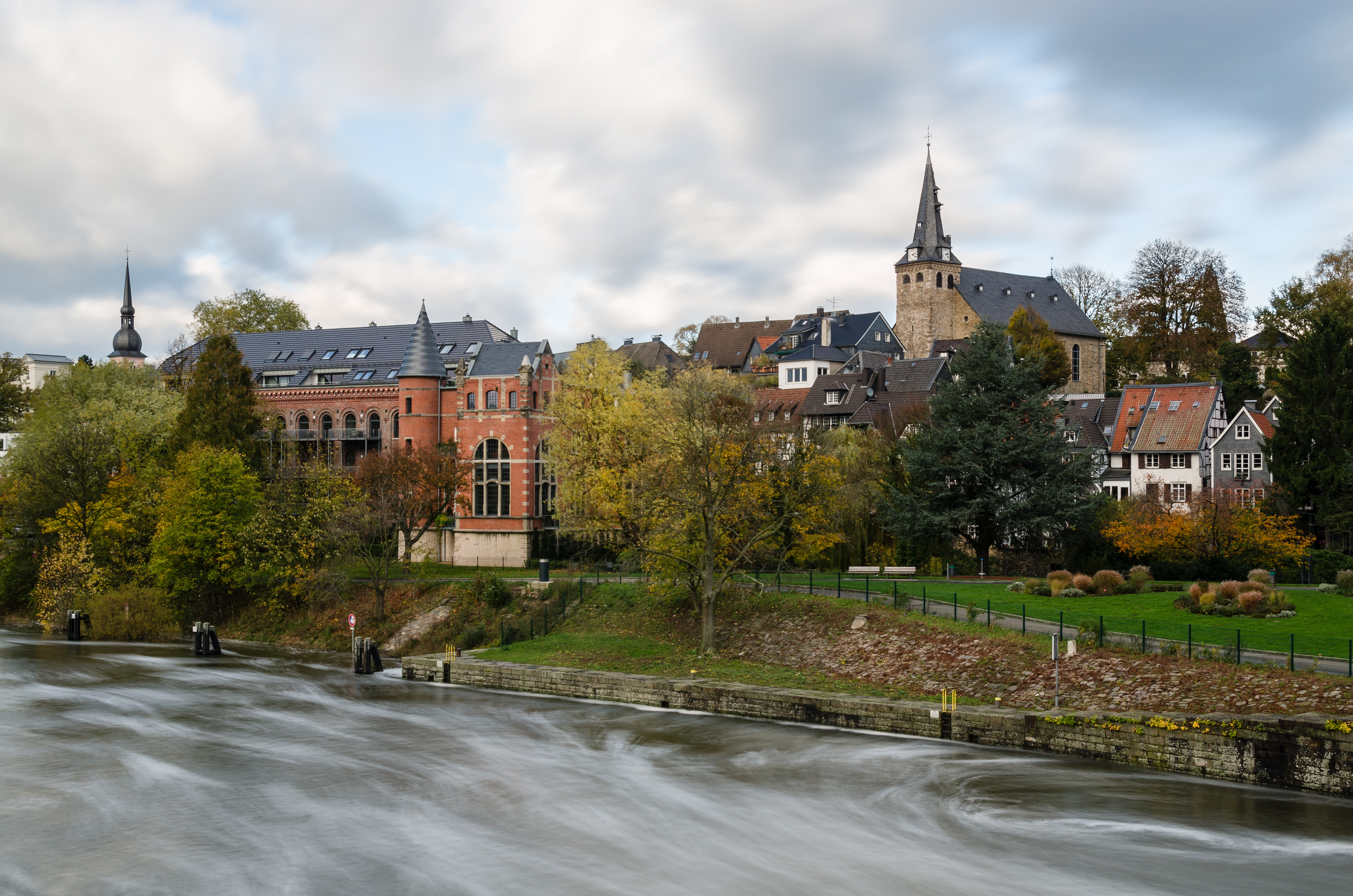
Essen-Kettwig